# Alain Jouffroy
Alain Jouffroy (Parigi, 11 settembre 1928 – Parigi, 20 dicembre 2015) è stato un poeta e critico d'arte francese.

## Biografia
Nasce da una famiglia borghese di orientamento politico anarchico-trozkista.
Nel 1936 viene profondamente colpito dallo scandalo Stavisky, che coinvolge alcuni politici e una banca per aver spacciato valuta falsa, favoriti da diversi appoggi insospettabili. Nonostante avesse solo otto anni ne scrive il resoconto su dei quaderni per poterlo poi raccontare.

La sua carriera letteraria è fortemente influenzata dalla lettura di opere di André Breton che conoscerà per caso nel 1946. Diventato membro del movimento Surrealista conosce il pittore Victor Brauner ed i poeti Stanislas Rodanski, Sarane Alexandrian, Jean-Dominique Rey e Claude Tarnaud.
Più tardi diventerà amico di Henri Michaux e Francis Picabia. Nel 1954 si sposa con la pittrice Manina Tischler. Negli anni '60 si afferma la sua influenza nell'arte di avanguardia segnata dall'incontro con Marcel Duchamp e l'inizio di una lunga amicizia con Daniel Pommereulle, Emilio Scanavino e Roberto Matta.
Nel 1965 è uno dei primi ad introdurre in Francia gli artisti della Pop art ed i poeti della Beat Generation.

Con le edizioni Gallimard contribuisce a far conoscere la poesia surrealista attraverso le edizioni da tasca "Poésie".
È particolarmente attivo durante il Maggio Francese è in quel periodo che pubblica il poema "Trajectoire" in omaggio a Régis Debray.
Si occupa anche di critica d'arte e nel 1974 pubblica Les Pré-voyants ed una raccolta di poesie  Dégradation générale, nel 1978 Le Roman vécu.
Allontanato dalla rivista Opus International che aveva fondato con Jean-Clarence Lambert, va a dirigere XXe Siècle dal 1974 al 1981.
Si appassiona progressivamente alla cultura orientale e nel 1983 viene nominato consigliere culturale presso l'Ambasciata Francese a Tokyo, posto che occuperà dal 1983 à 1985.
Alain Jouffroy ha ottenuto nel 2000 il Premio Guillaume-Apollinaire per C'est aujourd'hui toujours, edito da Gallimard, e nel 2006 il premio Goncourt della Poesia per l'insieme della sua opera.

## Opere
Poesie
- Aube à l'antipode (Le Soleil Noir, 1966),
- Trajectoire (Gallimard, 1968),
- Liberté des libertés (Le Soleil Noir, 1971),
- Dégradation générale (Seghers, 1974),
- Éternité, zone tropicale (Christian Bourgois, 1976), New York (Fall, 1977),
- L'Ordre discontinu (Le Soleil Noir, 1979),
- Eros déraciné (Le Castor Astral, 1989),
- Moments extrêmes (La Différence, 1992),
- L'Ouverture de l'Être (La Différence, 1995),
- C'est aujourd'hui toujours (Gallimard, 1999),
- C'est, partout, ici (Gallimard, 2001),
- Vies précédé de Les Mots et moi (Gallimard, 2003),
- Trans-Paradis-Express (Gallimard, 2006),
- Être-avec (La Différence, 2007).

Romanzi
- Le Mur de la vie privée (Grasset, 1960),
- Un rêve plus long que la nuit (Gallimard, 1963),
- Le Temps d'un livre (Gallimard, 1966),
- L'Usage de la parole (Fayard, 1971),
- Le Roman Vécu (Robert Laffont, 1978),
- L'Espace du malentendu (Bourgois, 1987);
- Dernière recherche de l'âme, demain (Éditions du Rocher, 1997),
- Conspiration (Gallimard, 2000),
- Le Livre qui n'existe nulle part (La Différence, 2007).

Saggi
- De l'individualisme révolutionnaire (10/18, 1975),
- Le Gué (Bourgois, 1977),
- Manifeste de la poésie vécue (Gallimard, 1994).

Saggi sull'arte
- Une Révolution du Regard (Gallimard, 1964),
- L'Abolition de l'art (Claude Givaudan, 1968, réédition impeccables, 2011),
- Les Pré-voyants (La Connaissance, 1974),
- Miró sculptures, Maeght éditeur, Paris, 1980, 250 p.,  con Donna Stein, Enrico Crispolti, Ralph Jentsch,
- Libri cubisti (La Casa Usher, 1988),
- Le Monde est un tableau (Jacqueline Chambon, 1998),
- Objecteurs/Artmakers (Joca Seria, 2000),
- XXe siècle, essais sur l'art moderne et d'avant-garde (Fage, 2008).
- monografie su Henri Michaux, Victor Brauner, Martial Raysse, Antonio Recalcati, Marcel Duchamp, Joan Miró, Topino-Lebrun, Gianfranco Baruchello, Piero di Cosimo, David, Gérard Schlosser, Gérard Fromanger, Emilio Scanavino, Wifredo Lam, Vladimir Velickovic, Peter Klasen, Milos Sobaïc, Enrico Baj, Francis Picabia, Yves Klein..
- Une petite cuiller dans le bol'. Du Surréalisme à l'Externet en passant par l'individualisme révolutionnaire, entretiens avec Gianfranco Baruchello, Renaud Ego, Malek Abbou (Paroles d'Aubes, 1998),
- À l'ombre des flammes (dialogues sur la révolte avec Patrice Trigano), éditions La Différence, 2008

Saggi sulla letteratura
- La Fin des Alternances (Gallimard, 1970),
- L'Incurable retard des mots (Pauvert, 1972),
- La Séance est ouverte (Éditions étrangèrs, 1974),
- La Vie réinventée, l'explosion des années 1920 à Paris (Laffont, 1982),
- Nathalie Sarraute, Presses Université Lille III, 1990,
- Arthur Rimbaud et la liberté libre (Le Rocher, 1991), con Henri Michaux (Le Rocher, 1992),
- Stanislas Rodanski, une folie volontaire (Éditions Jean-Michel Place, 2002).